# Тори Блэк
То́ри Блэк (англ. Tori Black, 26 августа 1988 года, Сиэтл, Вашингтон, США; настоящее имя — Мишель Чапман (англ. Michelle Chapman)) — американская порноактриса; первая, удостоившаяся премии AVN лучшей исполнительнице года более одного раза.

## Биография
Тори Блэк, урождённая Мишель Чапман, родилась 26 августа 1988 года в Сиэтле, Вашингтон, США. После окончания школы девушка решила продолжить обучение в колледже. Чтобы заработать деньги для оплаты обучения Тори работала моделью, но этих денег не хватало, в тот момент ей предложили попробовать себя сначала как порно-модель, а затем и на съёмках фильмов для взрослых. С 2007 года Тори начала сниматься в порнофильмах, также продолжая сниматься как модель для порножурналов. Её любимый журнал — «Penthouse».
Несмотря на то, что Тори уже имеет значительный опыт, у неё нет контракта с определённой студией. Тори предпочитает работу по найму снимаясь в фильмах разных студий. Также у Тори есть несколько своих промосайтов. У Тори есть пирсинг языка, пупка, левой ноздри и татуировка в виде пятиконечной звезды с переплетёнными кольцами чуть ниже и правее пупка.
В 2009 году Тори доказала ещё раз, что она является одним из главных «игроков» в порноиндустрии, собирая многочисленные награды, как «CAVR Hottie of the Year Award», «XRCO Starlet of the Year Award» и «FAME Favourite Rookie Starlet Award».
14 октября 2011 года Тори Блэк родила мальчика.
В 2022 году она была включена в Зал славы AVN.
По данным на 2023 год Тори Блэк снялась в 850 порнофильмах.

## Признание
- В июне 2010 года журнал Maxim включил Тори Блэк в «грязную дюжину» — список 12 самых популярных порнозвёзд[6][7]. В январе 2011 года актриса попала в аналогичный список по версии сайта CNBC, отметившего среди её заслуг роль Женщины-кошки в фильме «Batman XXX: A Porn Parody»[8].
- В августе 2010 года британский журнал Loaded[англ.] назвал Тори Блэк исполнительницей с самым привлекательным лицом в порноиндустрии.
- В июле 2011 года актриса возглавила список 100 самых «горячих» порнозвёзд по версии американского журнала Complex[9].
- В 2012 году Тори Блэк заняла седьмое место в списке 100 самых дурманящих женщин года по версии сайта GuySpeed[4]; в 2013 году — 69-е место[10].

## Выборочная фильмография
- Batman XXX: A Porn Parody
- Big Wet Asses 16
- Evil Anal 11
- Girlvana 4
- Lex the Impaler 5
- Slutty and Sluttier 10
- The 4 Finger Club 25

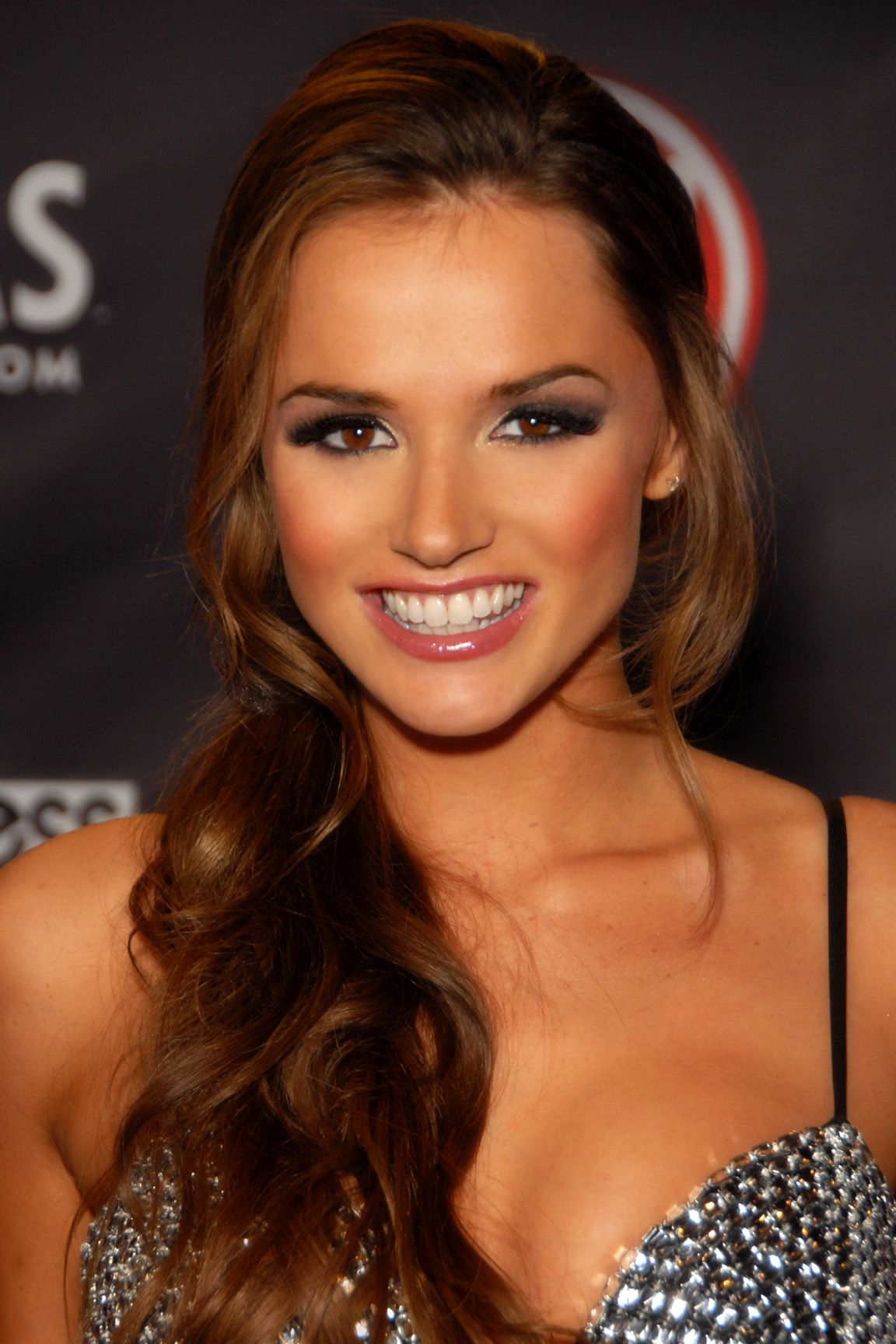
Тори Блэк в 2010 году

- The Incredible Hulk XXX: A Porn Parody
- This Ain’t Happy Days XXX
- This Ain’t the Partridge Family XXX
- Tori Black Is Pretty Filthy
- Tori Black Is Pretty Filthy 2
- Women Seeking Women 48
- Women Seeking Women 49
- Women Seeking Women 66
- American Satan
- Scrubs: A XXX Parody

## Награды и номинации
| Полный список наград и номинаций | Полный список наград и номинаций       | Полный список наград и номинаций           | Полный список наград и номинаций | Полный список наград и номинаций |
| Год                              | Премия                                 | Номинация                                  | Фильм                            | Результат                        |
| -------------------------------- | -------------------------------------- | ------------------------------------------ | -------------------------------- | -------------------------------- |
| 2008                             | CAVR Award                             | Старлетка года                             | н/д                              | Номинация                        |
| 2008                             | CAVR Award                             | Красотка года                              | н/д                              | Победа                           |
| 2008                             | NightMoves Award                       | Лучшая новая старлетка                     | н/д                              | Номинация                        |
| 2009                             | AVN Award                              | Лучшая сцена группового лесбийского секса  | Girlvana 4                       | Номинация                        |
| 2009                             | AVN Award                              | Лучшая сцена группового лесбийского секса  | Icon                             | Номинация                        |
| 2009                             | AVN Award                              | Лучшая сцена секса                         | Pretty as They Cum               | Номинация                        |
| 2009                             | AVN Award                              | Лучшая новая старлетка                     | н/д                              | Номинация                        |
| 2009                             | AVN Award                              | Лучшая сцена секса, снятая от первого лица | Fucked on Sight 4                | Номинация                        |
| 2009                             | XRCO Award                             | Лучшая новая старлетка                     | н/д                              | Номинация                        |
| 2009                             | XRCO Award                             | Cream Dream                                | н/д                              | Победа                           |
| 2009                             | Премия любителей программ для взрослых | Лучшая дебютантка                          | н/д                              | Победа                           |
| 2010                             | AVN Award                              | Лучшая сцена лесбийского секса             | Field of Schemes 5               | Победа                           |
| 2010                             | AVN Award                              | Лучшая исполнительница года                | н/д                              | Победа                           |
| 2010                             | AVN Award                              | Лучшее исполнение стриптиза                | Tori Black Is Pretty Filthy      | Победа                           |
| 2010                             | AVN Award                              | Лучшая сцена лесбийского секса втроём      | The 8th Day                      | Победа                           |
| 2010                             | AVN Award                              | Лучшая сцена секса втроём                  | Tori Black Is Pretty Filthy      | Победа                           |
| 2010                             | AVN Award                              | Лучшая сцена анального секса               | Tori Black Is Pretty Filthy      | Номинация                        |
| 2010                             | AVN Award                              | Лучшая сцена секса                         | Don’t Make Me Beg                | Номинация                        |
| 2010                             | AVN Award                              | Лучшая сцена группового секса              | TMSleaze                         | Номинация                        |
| 2010                             | AVN Award                              | Самая жёсткая сцена секса                  | Pretty Sloppy 2                  | Номинация                        |
| 2010                             | AVN Award                              | Лучшая сцена лесбийского секса             | Nymphetamine 3                   | Номинация                        |
| 2010                             | NightMoves Award                       | Лучшая исполнительница                     | н/д                              | Номинация                        |
| 2010                             | XBIZ Award                             | Лучшая исполнительница года                | н/д                              | Победа                           |
| 2010                             | XRCO Award                             | Исполнительница года                       | н/д                              | Победа                           |
| 2010                             | XRCO Award                             | Супершлюха                                 | н/д                              | Номинация                        |
| 2010                             | Премия любителей программ для взрослых | Лучшая старлетка                           | н/д                              | Победа                           |
| 2011                             | AVN Award                              |                                            |                                  |                                  |
| 2011                             | AVN Award                              | Лучшая актриса                             | Whatever It Takes                | Номинация                        |
| 2011                             | AVN Award                              | Лучшая сцена лесбийского секса             | Gia: Portrait of a Porn Star     | Номинация                        |
| 2011                             | AVN Award                              | Лучшая сцена лесбийского секса             | Tori Black: Superstar            | Номинация                        |
| 2011                             | AVN Award                              | Лучшая сцена лесбийского секса втроём      | Field of Schemes 8               | Номинация                        |
| 2011                             | AVN Award                              | Лучшая сцена лесбийского секса втроём      | Tori Black Is Pretty Filthy 2    | Номинация                        |
| 2011                             | AVN Award                              | Лучшая сцена лесбийского секса втроём      | Voyeur Within                    | Номинация                        |
| 2011                             | AVN Award                              | Лучшая сцена анального секса               | Black Listed 2                   | Номинация                        |
| 2011                             | AVN Award                              | Лучшая сцена анального секса               | Evil Anal 11                     | Номинация                        |
| 2011                             | AVN Award                              | Лучшая сцена секса                         | Tori, Tarra & Bobbi Love Rocco   | Номинация                        |
| 2011                             | AVN Award                              | Лучшая сцена двойного проникновения        | Tori Black Is Pretty Filthy 2    | Номинация                        |
| 2011                             | AVN Award                              | Лучшая сцена мастурбации                   | Voyeur Within                    | Номинация                        |
| 2011                             | AVN Award                              | Лучшая актриса второго плана               | Stripper Diaries                 | Номинация                        |
| 2011                             | AVN Award                              | Лучшее исполнение стриптиза                | Evil Anal 11                     | Номинация                        |
| 2011                             | AVN Award                              | Лучшая сцена секса втроём (Ж/Ж/М)          | Speed                            | Номинация                        |
| 2011                             | AVN Award                              | Лучшая сцена секса втроём (Ж/Ж/М)          | Tori Black Is Pretty Filthy 2    | Номинация                        |
| 2011                             | AVN Award                              | Лучшая сцена секса втроём (Ж/М/М)          | Batman XXX: A Porn Parody        | Номинация                        |
| 2011                             | AVN Award                              | Лучшая сцена секса втроём (Ж/М/М)          | Interracial Fuck Sluts           | Номинация                        |
| 2011                             | AVN Award                              | Лучшая сцена орального секса               | Stripper Diaries                 | Победа                           |
| 2011                             | AVN Award                              | Лучшая исполнительница года                | н/д                              | Победа                           |
| 2011                             | AVN Award                              | Лучшая сцена секса, снятая от первого лица | Jack’s POV 15                    | Победа                           |
| 2011                             | AVN Award                              | Лучшая сцена секса в иностранном фильме    | Tori Black: Nymphomaniac         | Победа                           |
| 2011                             | XRCO Award                             | Orgasmic Analist                           | н/д                              | Номинация                        |
| 2011                             | XRCO Award                             | Исполнительница года                       | н/д                              | Победа                           |
| 2012                             | AVN Award                              | Лучшая актриса                             | Killer Bodies                    | Номинация                        |
| 2012                             | AVN Award                              | Лучшая сцена лесбийского секса             | Killer Bodies                    | Номинация                        |
| 2012                             | AVN Award                              | Лучшая сцена мастурбации                   | Sex Dolls                        | Номинация                        |
| 2012                             | AVN Award                              | Лучшая сцена секса втроём (Ж/Ж/М)          | Black Shack 2                    | Номинация                        |
| 2012                             | NightMoves Award                       | Лучшая задница                             | н/д                              | Номинация                        |
| 2012                             | NightMoves Award                       | Звезда соцмедиа (выбор редакции)           | н/д                              | Победа                           |
| 2013                             | AVN Award                              | Лучшая сцена мастурбации                   | Official The Hangover Parody     | Номинация                        |
| 2013                             | AVN Award                              | Лучшая актриса второго плана               | Official The Hangover Parody     | Номинация                        |